# روبرتو أرياس
روبرتو أرياس (بالإسبانية: Roberto Arias)‏ هو صحفي بنمي، ولد في 26 أكتوبر 1918 في بنما، وتوفي في 22 نوفمبر 1989 في بنما في بنما.